# Германия (футбольный клуб, Хальберштадт)
«Германия Хальберштадт» (VfB Germania Halberstadt) — немецкий футбольный и спортивный клуб, базирующийся в городе Хальберштадт, Саксония-Анхальт.

## История
Клуб был основан 26 октября 1949 года под названием BSG Reichsbahn Halberstadt, но в 1950 году вошёл в состав железнодорожного спортивного общества ГДР и был переименован в BSG Lokomotive Halberstadt. Команда играла в низших лигах ГДР.
После воссоединения Германии в 1990 году и отделения от железнодорожного общества, клуб был переименован в ESV Halberstadt и до 2003 года играл в местных лигах земли Саксония-Анхальт. В 1994 году было объявлено об исключении футбольной секции из состава клуба и образовании отдельного футбольного клуба FC Germania 1900, однако, в 1997 году клубы вновь объединились под нынешним названием.
В 2003 году команда впервые вышла в Оберлигу (Северо-Восток), где она играла 8 лет. В сезоне 2010/11 «Германия» выиграла Оберлигу и, первые в своей истории, вышла в Региональную лигу «Север».

## Известные игроки
Наиболее известными воспитанниками клуба являются Юрген Шпарвассер и Нильс Петерсен.